# 천왕성 횡단 소행성체 목록
천왕성 횡단 소행성체는 공전 궤도에 천왕성의 궤도를 포함하고 있는 소행성체들을 의미한다. 2005년 기준 천왕성 횡단 소행성 목록은 다음과 같다. 대부분의 경우에는 센타우루스 소행성군에 포함된다.
참고: † inner-grazer; ‡ outer-grazer

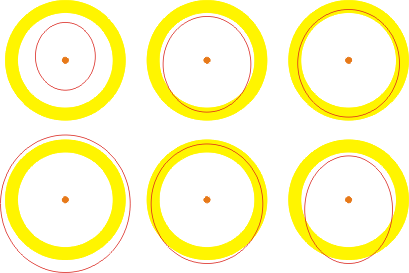
Inner-grazer(¹): 가운데 위;
Outer-grazer(^{2}): 가운데 아래;
Crosser: 오른쪽 아래;
Co-orbital: 오른쪽 위

- 2060 키론 †
- 5145 폴루스
- 5335 다모클라스
- 7066 네수스
- 8405 아스볼루스
- 10199 커리클로 †
- 10370 힐로노메 ‡
- 20461 디오레차
- (29981) 1999 TD10
- 42355 티폰
- (44594) 1999 OX3
- 49036 펠리온
- 52975 클라루스
- 54598 비에노르 †
- 55576 아미쿠스
- (65407) 2002 RP120
- 65489 케토
- (73480) 2002 PN34
- 83982 크란토르
- (87555) 2000 QB243
- (88269) 2001 KF77 ‡
- (95626) 2002 GZ32

## 같이 보기
- 수성 횡단 소행성 목록
- 금성 횡단 소행성 목록
- 지구 횡단 소행성 목록
- 화성 횡단 소행성 목록
- 목성 횡단 소행성 목록
- 토성 횡단 소행성체 목록
- 해왕성 횡단 소행성체 목록